# お笑い演芸館
『お笑い演芸館』（おわらいえんげいかん）は、2016年4月7日からBS朝日系列で放送されていたお笑いネタ番組。
『お笑い演芸館+』を経て、2021年4月1日から『お笑い演芸館VS.』にリニューアル。MCは一貫してナイツが務めていた。

## 概要

### お笑い演芸館〜お笑い演芸館+
舞台は浅草にある演芸場「東洋館」。
今ではネタをやらなくなってしまった大物や人気芸人、M1チャンピオン、キングオブコントの覇者など、「本物の芸」を持った名人たちが長尺ネタを披露する。
漫才やコント以外にも「落語」「手品」「曲芸」「うたネタ」などの名人が登場することがある。
2019年12月1日、BS民放5局共同制作特番「BS5局で生放送!鶴瓶&安住の放送局漫遊記」のBS朝日パート（16:00 - 17:30）で本番組の特別版が生放送で行われ、ナイツ、同特番総合MCの笑福亭鶴瓶と安住紳一郎（TBSテレビアナウンサー）、青空球児・好児、マギー司郎、おぼん・こぼん、ビックボーイズ、ゆーとぴあが出演しひな壇でのトークやトータライザーを使用したアンケート企画を行った。また同回には進行役として弘中綾香（テレビ朝日アナウンサー）も出演。ナイツと弘中は同特番のグランドフィナーレ（第1部／20:30 - 21:00、第2部／22:30 - 23:00）にも出演した。

### お笑い演芸館VS.
スタジオ収録に変わり、各回に設定されたテーマに沿った、2組の若手芸人のネタバトルにリニューアル。2組を推薦する芸人と合わせて、3組が出演する。2021年4月1日の第1回は推薦者が相席スタート、テーマは「クズ芸人」でダイタクと空気階段がネタバトルを展開した。

## 主な出演者

### 司会
- ナイツ（塙宣之・土屋伸之）

### 出演芸人
- 相席スタート
- 青空球児・好児（漫才協会会長）
- 阿佐ヶ谷姉妹
- 尼神インター
- AMEMIYA
- 東京太・ゆめ子
- アンガールズ
- イワイガワ
- いっこく堂
- 今くるよ
- 内海桂子（ナイツの師匠）
- エド山口
- おぼん・こぼん
- 大木こだま・ひびき
- オール阪神・巨人
- かしまし娘
- カミナリ
- 嘉門タツオ
- カンカラ
- が〜まるちょば
- 銀シャリ
- クールポコ
- ケーシー高峰 - 2019年4月8日に死去した事を受けて、4月18日 21:40 - 23:34[6]に追悼特番を放映した[7]。
- コロコロチキチキペッパーズ
- コント赤信号
- コント山口君と竹田君
- 堺すすむ
- さらば青春の光
- ザ・ぼんち
- ザ・ニュースペーパー
- サンドウィッチマン
- 三四郎
- 次長課長
- ジャングルポケット
- じゅんいちダビッドソン
- 昭和こいる
- 磁石
- スーパーマラドーナ
- スリムクラブ
- ゼンジー北京
- だーりんず
- タイムマシーン3号
- Wヤング
- タブレット純
- 玉川カルテット
- だるま食堂
- ダンディ坂野
- ダンボール松本
- つぶやきシロー
- 電撃ネットワーク
- 東京ダイナマイト
- 東京ボーイズ
- 東京ホテイソン
- 友近
- トレンディエンジェル
- どぶろっく
- 中村ゆうじ
- 新山ひでや・やすこ
- 西川のりお・上方よしお
- ナポレオンズ
- ニッチェ
- 日本エレキテル連合
- ねづっち
- 脳みそ夫
- 波田陽区
- はなわ（宣之の兄）
- パペットマペット
- ハマカーン
- 林家正楽
- ハルカラ
- バンビーノ
- パンクブーブー
- B&B
- 瞳ナナ
- ヒロシ
- ぴろき
- ピンクの電話
- ふじいあきら
- 変人（原口あきまさ・ホリ・山本高広・ミラクルひかる）
- マギー司郎
- マギー審司
- 松村邦洋
- 宮川大助・花子
- 宮田陽・昇
- 夫婦楽団ジキジキ
- メルヘン須長
- もりやすバンバンビガロ
- モンスターエンジン
- U字工事
- ゆーとぴあ
- 蓮華
- 笑い飯

ほか

### 落語出演
- 林家木久扇
- 三遊亭小遊三
- 三遊亭好楽
- 笑福亭鶴光
- 林家たい平 - 『新 鉄道・絶景の旅』ナレーション。
- 鈴々舎馬風
- 四代目三遊亭金馬
- 風間杜夫

### 世界に誇る日本の演芸
- ムッシュピエール
- はさみ家紙太郎
- 亜空亜shin
- Oga

### ゲスト出演
- 青芝フック
- 東貴博（Take2）
- 東朋宏
- 石倉三郎
- 神田うの - ハマカーンとのコラボで「うのカーン」として漫才を披露した。
- 春日三球
- 大平サブロー
- 若井みどり

ほか

## スタッフ
- イラスト：堀内肇
- 構成：増子みつを
- 技術
  - TP：山田洋和
  - CAM：中村純
  - VE：楠部達也
  - VTR：徳永一馬
  - LD：笹川満
  - AUD：西田敬
- 編集：和田修平
- MA：川崎徹
- 音効：浅井孟義
- TK：伊藤梓見
- 技術協力：池田屋、TSP、阿呍、交音社
- 撮影協力：浅草東洋館
- 広報：田中久美香（BS朝日）
- 番組デスク：相良美久（BS朝日）
- 制作デスク：水島ひろみ（社員）
- 演出補：後藤優蘭、井戸慎太郎
- ディレクター：奥田隆英（リップル）、齋藤由和
- プロデューサー：和田健作（BS朝日）、寺本俊司（社員）、松本光司（Project DAWN）
- チーフプロデューサー：大幸雅弘（BS朝日）
- 制作協力：リップル、プロジェクト ドーン
- 制作：BS朝日、社員

### 過去のスタッフ
- チーフプロデューサー：岩田潤（当時・BS朝日、現・朝日放送ラジオ代表取締役社長）